# ララ・ファン・ライフェン
ララ・ファン・ライフェン（Lara van Ruijven、1992年12月28日 - 2020年7月10日）はオランダのショートトラックスピードスケートの女子選手。

## 人物
- 2018年の平昌オリンピックで3000mリレーに出場し、結果銅メダルを獲得した[1]。2019年にブルガリアのソフィアで行われた世界ショートトラックスピードスケート選手権大会（2019 World Short Track Speed Skating Championshipsに参照）で500mを制し、オランダ勢で史上初の世界タイトルを獲得した。
- 2020年6月の合宿中に体調を崩しフランスのペルピニャンの病院で2週間入院した。診断結果は自己免疫疾患だった。昏睡状態に置かれて手術を受けたが、7月10日夜に息を引き取った[2][3]。